# Вилейский строй
Вилейский строй — традиционный комплекс белорусского народной одежды в Повилье (северо-запад Минской и северо-восток Гродненской областей). Во время становления в XIX веке на его повлиял городской костюм, что вылилось в приёмах кроя и пошива, широком использовании лавочных тканей. В отделке расширено использование узористого ткачества, марщения, нашивки из тасёмок и лент. Вышивка скромного орнамента, сдержанного колорита.
Традиционная женская одежда мало отличается от мужской (существенные отличия имела одежда, что возникала под влиянием городской моды). Праздничной одеждой были суконные капоты с отрезной линией таллии и фалдами на спине, каптаник из синего или чёрного сукна, сюртук, подбитый куделью либо ватой.
В женский гарнитур входят рубашка, юбка, фартук, корсет. Рубашки кроили с прямыми плечевыми вставками, с середины XIX в. — с гесткой, обделывали чересседельником растительного или геометрического красно-чёрного орнамента на груди, плечах и воротнике. Образы клеток и чересседельников на юбке (с 4 прямоугольных, позже трапециевидных полотнищ) образовывались за счёт чёрных, тёмно-синих, серых, жёлтых прасновак и прокидок. Юбку-андарок ткалась в крупнорапортные зелёно-вишнёвын клетки или в один цвет — тёмно-зелёный, синий, чёрный (юбка-рудляк). Фартук белый льняной или ситцевый либо цёмны из лавочных тканей; украшался гафтом, нашивками лент. Корсет (шнуровка) из чёрной либо тёмно-синей шерстянки или бархата кроил с баской в 6 — 8 клиньев. Женские головные уборы: повойник, белая полотняная либо разноцветная с фабричными шерстянками косынка и большая тканая либо вязаная из шерсти косынка-ахиначка, чепец с нашивками тасёмок, шёлка, бархата. Шейные украшения: бисерные, янтарные, стеклянные бусины, ленты с медальёнчиками и крестиками.
Мужской гарнитур состоял из рубашки, наговиц, синего или чёрного жилета, обделаного нашивками, треугольным шейным платочком (каляшийником), головного убора. В вилейском строе много видов мужской одежды, что отличаются качеством тканей, кроем, художественным оформлением и колоритом. В холодную осень и весну носили армяк, сермягу, копту, чуйку, бурку, которые шили из валенага сукна, в зиму — кожухи белого, серого, тёмно-коричневого цвета.
- Девушка в повойнике, деревня Вялово (около Воложина). Фотограф граф Бенедикт Тышкевич, июль 1897 г.
- Девочка-крестьянка из деревни Вялово (Ошмянский уезд). Фотограф граф Бенедикт Тышкевич, 1898 г.